# Анаксідам
Анаксідам ('грец. Αναξιδαμος) — цар Спарти. 11-й представник династії Евріпонтидів.
Він був сином Завксідама та сучасником Анаксандра з роду Агіадів. При Анаксідамі мессеняні повинні були покинути Пелопоннес, вдруге зазнавши поразки у війні зі спартанцями. Жив до закінчення Другої Мессенської війни (668 рік до н. е.).